# Figlie di Santa Maria della Provvidenza
Le Figlie di Santa Maria della Provvidenza (in francese Filles de Sainte-Marie de la Providence de Saintes; sigla S.M.P.) sono un istituto religioso femminile di diritto pontificio.

## Storia
La congregazione fu fondata a Saintes il 29 settembre 1817 dal sacerdote Sigisbert de Rupt insieme con Élisabeth Vassal.
L'istituto ottenne l'approvazione diocesana da Gabriel-Laurent Paillou, vescovo di La Rochelle, il 9 settembre 1819.
La congregazione ricevette il pontificio decreto di lode il 1º maggio 1934 e le sue costituzioni furono approvate definitivamente il 29 marzo 1958.

## Attività e diffusione
Le suore si dedicano all'educazione della gioventù specialmente delle classi povere.
Le religiose aprirono case in Spagna, poi nel Regno Unito (1938), in Perù (1963) e in Ciad (1967); la sede generalizia è a Lucknow, in India.
Alla fine del 2015 l'istituto contava 163 religiose in 40 case.